# جودي ودروف
جودي ودروف (بالإنجليزية: Judy Woodruff) هي صحفية ومذيعة أخبار أمريكية، ولدت في 20 نوفمبر 1946 في تلسا في الولايات المتحدة.

## وصلات خارجية
- جودي ودروف على موقع IMDb (الإنجليزية)
- جودي ودروف على موقع إن إن دي بي (الإنجليزية)
- جودي ودروف على موقع قاعدة بيانات الفيلم (الإنجليزية)